# A vattut' e ll'astreche
A vattut' e ll'astreche (che in dialetto ischitano significa "La battuta del lastrico")  è una danza popolare dell'isola d'Ischia.

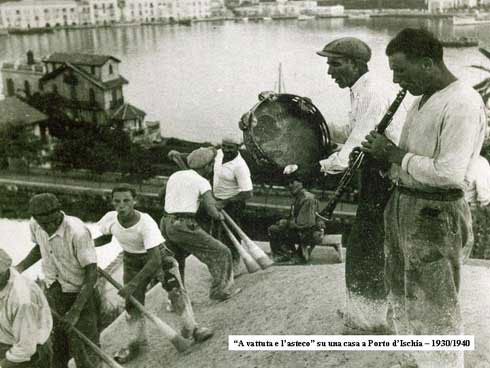
Costruzione di un tetto a cupola ad Ischia

## Le origini
La danza rievoca la costruzione dei tetti a cupola definiti in gergo "a carusiello", che hanno caratterizzato l'architettura ischitana e mediterranea fino agli anni '50. 
La costruzione avveniva secondo canoni ben definiti: la sagoma del tetto veniva preparata con un'intelaiatura in legno che a sua volta veniva rivestita da un manto di creta e lapillo. 
A questo punto cominciava la "Vattut e ll'astreche" ovvero la battuta del lastricato solare, in quanto bisognava comprimere il lapillo bagnato da calce bianca viva fino a renderlo impermeabile. Durante questa fase, che si concludeva dopo ben tre giorni di lavoro ininterrotti, si utilizzava un palo di legno con l'estremità inferiore allargata definito "Pentone", per poter comprimere più facilmente il lapillo. Alla costruzione partecipava solitamente tutta la comunità locale. Per alleviare il lavoro, i battitori (definiti in gergo "Pentonari") cantavano, raccontavano aneddoti e filastrocche. Il ritmo della battuta dei pali sul lapillo era dettato da un gruppo musicale formato da un tamburellista, da un clarinettista e da un fisarmonicista.

## La danza

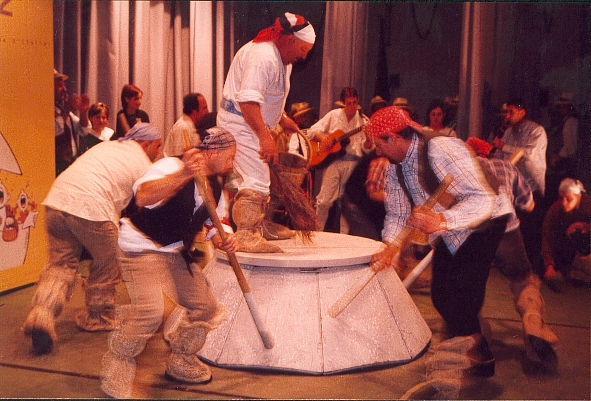
A vattut' e ll'asteche eseguita dall'Ass. Scuola del Folklore

Nel ballo sono presenti sei o otto ballerini ("Pentonari") muniti di bastone, i quali  ruotano continuamente intorno ad una sagoma di legno (che rappresenta il tetto a cupola) e, allo stesso tempo, la colpiscono, scagliando dei violenti colpi. Anche nel ballo la scansione ritmica è determinata da una tammorra, mentre il canto corale è introdotto e accompagnato da strumenti a fiato. 
La danza è ripartita principalmente in due parti: la prima, caratterizzata da un ritmo lento e dalla presenza del canto di diversi aneddoti; la seconda parte del ballo, invece, si distingue per il suo ritmo molto incalzante.
Oggi tale danza è eseguita dai soci dell' Scuola del Folklore (archiviato dall'url originale il 26 settembre 2008). del comune di Barano d'Ischia.

## I testi
I testi del ballo rappresentano dei veri e propri canti di lavoro in cui si riscontrano temi tipici della cultura popolare come: il tradimento o il prete che seduce una ragazza.
‘nnammuratella ‘e primma gioventù
tu ir’ ‘na Maria
e mò te si’ cagnata pure tu
all’angule ‘e chesta via
quanta malincunia
Sarturella mia….. Sarturella mia….
Chi ‘a cunusceva nun po’ dir di male
era ‘na bona figlia overamente
teneva ‘a mamma soia ind’ ’o spitale
vulesse fatica’ onestamente
chi a cunusceva nun po’ dir di male
nu’ ne po’ dir di male
E uno roie e tre
e uno roie e tre
e uno roie e tre
e uno roie e treeeeh
Nun saccio ch’è succiesso a Murupano
nun saccio ch’è succiesso a Murupane
nun saccio ch’è succiesso a Murupano
nun saccio ch’è succiesso a Murupane
e nu prevuto s’ha vasato
e nu prevuto s’ha vasato
e nu prevuto s’ha vasato a ‘na ffigliola
a ‘na ffigliola.
E uno roie e tre
e uno roie e tre
e uno roie e tre
e uno roie e treeeeh
E cu’ la scusa de la cunfessare
e cu’ la scusa de la cunfessare
E cu’ la scusa de la cunfessare
e cu’ la scusa de la cunfessare
a lu prevuto s’è ‘izato ‘u spenghelone
‘u spenghelone
E uno roie e tre
e uno roie e tre
e uno roie e tre
e uno roie e treeeeh
Te voglio fa’ verè’ comme rindenna
te voglio fa’ verè’ comme rindenna
te voglio fa’ verè’ comme rindenna
te voglio fa’ verè’ comme rindenna
chillu campaniello ca
chillu campaniello ca
chillu campaniello ca
m’ha rato mamma
m’ha rato mamma
E uno roie e tre
e uno roie e tre
e uno roie e tre
e uno roie e treeeeh
Corre la mamma comme ‘na janara
corre la mamma comme ‘na janara
corre la mamma comme ‘na janara
corre la mamma comme ‘na janara
Io mò te vaco accusà’
io mò te vaco accusà’
io mò te vaco accusà’
da Monsignore
da Monsignore
E uno roie e tre
e uno roie e tre
e uno roie e tre
e uno roie e treeeeh
E Monsignore a me che me po’ fare
e Monsignore a me che me po’ fare
e Monsignore a me che me po’ fare
e Monsignore a me che me po’ fare
io me levo la suttana
io me levo la suttana
io me levo la suttana
e po’ me ‘nzoro
e po’ me ‘nzoro
E uno roie e tre
e uno roie e tre
e uno roie e tre
e uno roie e treeeeh.»
innamoratella della prima gioventù
tu eri una Maria
ed ora sei cambiata anche tu
all'angolo di questa via
quanta malinconia
sartarella mia
Chi la conosceva non ne può parlar male
era una brava ragazza veramente
aveva la madre in ospedale
voleva lavorare onestamente
chi la conosceva non può parlarne male
E uno due e tre
e uno due e tre
e uno due e tre
e uno due e treeeh
Non so cosa è successo a Buonopane
Non so cosa è successo a Buonopane
Non so cosa è successo a Buonopane
Non so cosa è successo a Buonopane
Un preta ha baciato una ragazza
Un preta ha baciato una ragazza
Un preta ha baciato una ragazza
Un preta ha baciato una ragazza
E uno due e tre
e uno due e tre
e uno due e tre
e uno due e treeeh
Con la scusa della confessione
con la scusa della confessione
con la scusa della confessione
con la scusa della confessione
al prete si è alzato lo spillone
al prete si è alzato lo spillone
E uno due e tre
e uno due e tre
e uno due e tre
e uno due e treeeh
Voglio farti vedere come rintocca
Voglio farti vedere come rintocca
Voglio farti vedere come rintocca
Voglio farti vedere come rintocca
quel campanello che
quel campanello che
quel campanello che
mi ha dato mamma
mi ha dato mamma
E uno due e tre
e uno due e tre
e uno due e tre
e uno due e treeeh
La mamma corre come una straga
La mamma corre come una straga
La mamma corre come una straga
La mamma corre come una straga
Io ora ti denuncio
io ora ti denuncio
io ora ti denuncio
a Monsignore
a Monsignore
E uno due e tre
e uno due e tre
e uno due e tre
e uno due e treeeh
E monsignore che potrà farmi
E monsignore che potrà farmi
E monsignore che potrà farmi
E monsignore che potrà farmi
mi tolgo la sottana
mi tolgo la sottana
mi tolgo la sottana
e poi mi sposo
e poi mi sposo
E uno due e tre
e uno due e tre
e uno due e tre
e uno due e treeeh.»